# San José de las Lajas
San José de las Lajas ist eine Stadt und ein Municipio im Norden der kubanischen Provinz Mayabeque. Bis 2010 war das Municipio Bestandteil der aufgelösten Provinz La Habana.
Das Municipio liegt nordöstlich von Bejucal und südwestlich von Jaruco. Die Siedlung wurde im Jahr 1778 offiziell gegründet.
Das Municipio zählt 73.136 Einwohner auf einer Fläche von 591 km², was einer Bevölkerungsdichte von 123,2 Einwohnern je Quadratkilometer entspricht.
San José de las Lajas ist in elf Stadtteile (Barrio) unterteilt: Chávez, Cotilla, Ganuza, Independencia Norte, Independencia Sur, Jamaica, Jaula, Portugalete, San Andrés, Santa Bárbara und Tapaste.

## Persönlichkeiten
- Melany del Pilar Matheus (* 2001), Diskuswerferin